# あすへの記録
あすへの記録（あすへのきろく）は、1971年4月7日から1978年3月までNHK総合で放送されたテレビ番組である。

## 概要
複雑な現代社会から素材を求め、科学的視点から問題をとらえる科学ドキュメンタリー番組であった。

## 放送時間
- 1971年4月 - 1972年3月：水曜 19:30 - 20:00
- 1972年4月 - 1973年3月：日曜 22:00 - 22:30
- 1973年4月 - 1978年3月：金曜 22:15 - 22:45

## 主なテーマ
- SMON 謎の病巣を追って
- 太郎杉物輔
- 富士の見える日
- 計器と人間 ジャンボ機時代の安全
- 禁煙の自由
- 熱くなる大都市
- 割れるフロントガラス
- 空白の110秒 日航機ニューデリー事故
- 手さぐりの世界
- 日本の観測ロケット
- サリドマイド その16年
- 航空機騒音
- 巨大船と東京湾
- 対話の発見
- ビル強風
- 未来へのレース 水素自動車
- 育て五つ子
- イヌワシの峡谷
- 炎とビル 酒田大火
- 脳卒中 外科療法への道
- 野猿公園からの報告
- 地震とナマズ
- 隆起つづく有珠山
- 細胞融合
- 害虫を惑わす
- ビル火災の盲点
- オキアミの海